# جان هورني
جان هورني هو مهندس سويسري-أمريكي عاش في الفترة ما بين 1924 و 1997، كان رائداً في مجال صناعة أشباه الموصلات.
ينسب إلى هورني اختراع العملية السطحية في مختبرات شركة فيرتشايلد لأشباه الموصلات سنة 1958.